# Achaetobonellia ricei
Achaetobonellia ricei is een lepelworm uit de familie Bonelliidae.
De wetenschappelijke naam van de soort werd in 2005 door R. Biseswar gepubliceerd.